# Chieko Honda
Chieko Honda (本多 知恵子?, Honda Chieko; Nagano, 28 marzo 1963 – Nagano, 18 febbraio 2013) è stata un'attrice e doppiatrice giapponese, affiliata con l'agenzia Free Atom.
Fra i suoi ruoli principali si possono citare Mikoto in Flame of Recca, Yūri in Mermaid Melody Pichi Pichi Pitch, Nami Yamigumo in Silent Möbius e Osaka (Ayumu Kasuga) in Azumanga daiō. 
È morta nella sua città natale nel 2013 a causa di un cancro.

## Ruoli principali
- After War Gundam X (Ennil El)
- Akihabara Dennō Gumi (Jun Goutokuji/Blood Falcon)
- Bosco Adventure (Araiguma)
- Devil Hunter Yohko (Chikako Ogawa)
- Dragon Century (Rullishia)
- Flame of Recca (Mikoto)
- Floral Magician Mary Bell (Mary Bell)
- Full Moon wo sagashite (Meroko Yui)
- Gall Force (Amy)
- Grenadier - The Senshi of Smiles (Tenshi)
- Heavy Metal L-Gaim (Amu Fanneria)
- Here is Greenwood (Miya Igarashi)
- Idol densetsu Eriko (Asami Yamagata)
- Katekyo Hitman Reborn! (Yoka Iris)
- Kimagure Orange Road (Kurumi Kasuga)
- Kiteretsu Daihyakka (Miyoko Nonoka)
- Lady Lady!! (Sarah Frances Russell)
- Madara (Kirin)
- Mermaid Melody Pichi Pichi Pitch (Yūri)
- Mobile Suit Gundam ZZ (Elpeo Ple, Ple Two)
- Penguin musume Heart (Black Rose)
- Pocket Monsters Diamond & Pearl (Gardenia)
- Riding Bean (Chelsea)
- Rosario + Vampire Capu2 (Ageha Kurono)
- Rurouni Kenshin (Azusa)
- Sailor Moon S (Tellu)
- Soul Eater (Marie Mjolnir)
- Shōjo Kakumei Utena (Kozue Kaoru)
- Silent Möbius (Nami Yamigumo)
- Tekkaman Blade II (Natasha Pablochiva/Tekkaman Vesna)
- Wedding Peach (Noise)
- Yagami-kun's Family Affairs (Nomi Yagami)
- Yu Yu Hakusho (Misako)
- Azumanga daiō (Ayumu Kasuga - Osaka)